# Agauopsis youngilensis
Agauopsis youngilensis is een mijtensoort uit de familie van de Halacaridae. De wetenschappelijke naam van de soort is voor het eerst geldig gepubliceerd in 2007 door Chatterjee & Chang.